# Reconstrução facial forense

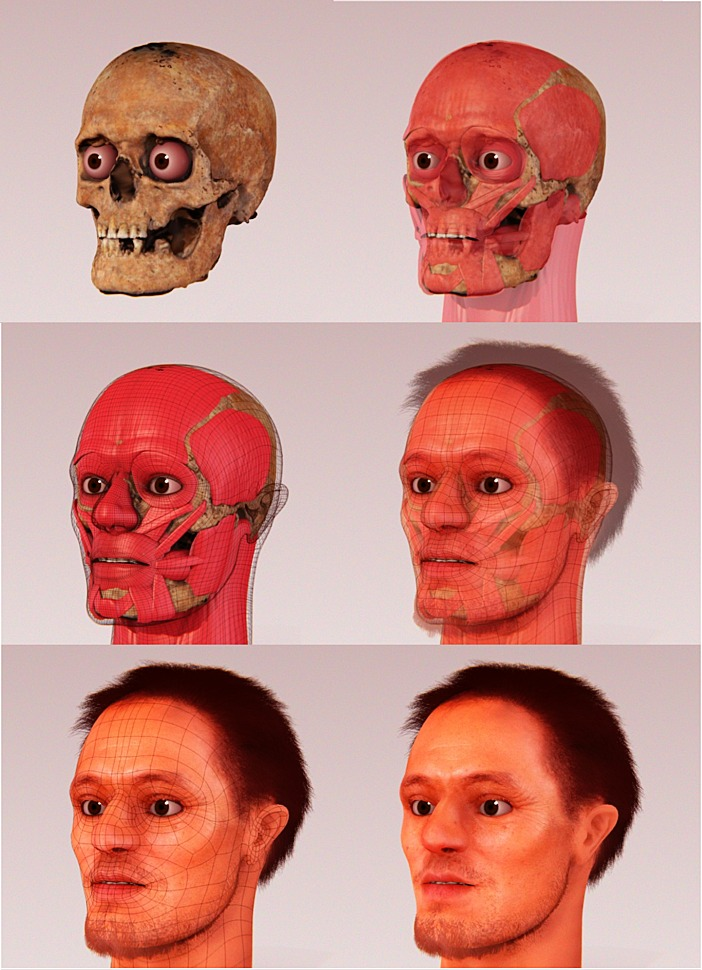
Reconstrução facial forense de Alberto di Trento por Arc-Team e o artista 3D Cicero Moraes

Reconstrução facial forense (ou aproximação facial forense) é o processo de recriar a face de um indivíduo (cuja identidade muitas vezes não é conhecida) a partir de seus restos mortais através de uma fusão de arte, ciência forense, antropologia, osteologia e anatomia. É facilmente a mais subjetiva, bem como uma das técnicas mais polêmicas no campo da antropologia forense. Apesar dessa controvérsia, a reconstrução facial tem sido bem sucedida com frequência suficiente para que o desenvolvimento de pesquisas e metodológicas continuem avançando.
Além de restos envolvidos em investigações criminais, reconstruções faciais também são gerados a partir de restos de hominídeos pré-históricos e seres humanos por questões e valores históricos.

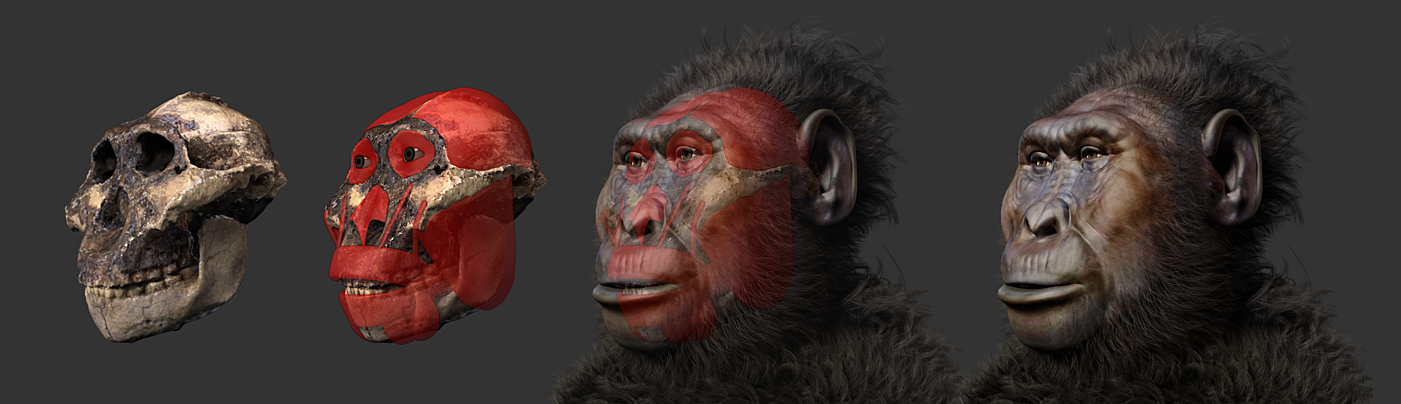
Etapas de reconstrução facial forense.

## A arte forense
A arte forense, segundo Taylor 2001  é dividida em composição de imagens, modificação de imagem, demonstração de evidências e reconstrução e identicação postmortem. A última interessa a esse artigo, pois é dentro dela que está a reconstrução facial forense. Mas o que vem a ser essa técnica? Wilkinson (2004) nos dá uma boa definição:
Reconstrução facial é uma arte científica de construção de uma face sobre uma caveira com o propósito de identificação individual.
Basicamente, existem três formas de reconstrução facial forense:
- Desenho     2-D (bidimensional);

- Modelagem     3-D clássica;

- Modelagem     3-D com computação gráfica.

Antes de abordar os métodos, é interessante saber um pouco da história dessa arte científica.

## Breve história da reconstrução facial forense
Na vanguarda da união de arte com ciência, o exemplo mais notável é o do artista italiano Gaetano Giulio Zumbo (1656-1701)[carece de fontes?] que produziu modelos assustadoramente realistas de corpos em decomposição ou acometidos por alguma doença degenerativa. Um exemplo célebre de sua arte é a chamada anatomia di testa maschile ou simplesmente testa dello Zumbo, onde repousa a cabeça de um homem com detalhes internos da estrutura anatômica a mostra.
Nos livros mais conhecidos acerca de reconstrução facial forense um dos exemplos mais antigos de tentativa científica de implementar essa arte aparece através do anatomista suiço Wilhelm His, que em 1895 depois de fazer a medição da profundidade do tecido mole em alguns cadáveres reconstruiu a face do compositor Johann Sebastian Bach munido de uma reprodução da caveira dele.
Uma característica das primeiras tentativas de reconstrução mora no número pequeno de cadáveres estudados para que fosse levantada a média dos chamados tissues depths, grosso modo a medição da profundidade do tecido mole em pontos estratégicos do rosto. Com o tempo um número maior de pesquisadores se mobilizaram para fazer esse levantamento com mais precisão e com uma amostra significativamente maior, tanto de pessoas como de tipos raciais. Essas medições são importantes ao se trabalhar com a reconstrução facial forense com o intuito de identificação. Elas permitem que a face seja reconstruída com a média de profundidade da população, aumentando a chance de sucesso ao passo que atesta a sua autenticidade científica.
Apesar de tardiamente conhecido no ocidente, em parte pela dificuldade de se traduzir sua obra escrita em 1949, o russo Mikhail M. Gerasimov (1907-1970) é uma figura obrigatória nos compêndios de história da arte forense. Gerasimov desenvolveu um método bastante eficaz para reconstruir faces, modelando músculo por músculo e chegando a resultados surpreendentes, como o caso da identificação de Valentina Kosova (1940).